# SN 2010J
SN 2010J – supernowa typu Ia odkryta 8 stycznia 2010 roku w galaktyce A111526+0806. W momencie odkrycia miała maksymalną jasność 19,70m.